# 派恩希爾 (新墨西哥州)
派恩希爾（英語：Pinehill）是位於美國新墨西哥州錫沃拉縣的普查規定居民點。

## 人口
根據2020年美國人口普查的數據，派恩希爾的面積為9.15平方千米，皆為陸地。當地共有人口586人，而人口密度為每平方千米64.04人。